# Blackstone Viaduct
Der Blackstone Viaduct (auch New York & New England Railroad Viaduct) ist ein historischer Viadukt im Stadtteil Waterford in Blackstone, Massachusetts. Das Bauwerk wurde im 19. Jahrhundert für die Boston, Hartford and Erie Railroad errichtet und 2002 in das National Register of Historic Places aufgenommen.

## Beschreibung
Der aus Granit-Werksteinen errichtete Viadukt verläuft in Ost-West-Richtung und ist ca. 488 m lang, 15 m bis 30 m breit sowie 7,6 m hoch. Er besteht aus insgesamt elf aneinandergereihten Einzelkomponenten.
Unter der Regie der New York and New England Railroad wurde die Bahnstrecke zwischen 1883 und 1884 von einem auf zwei Gleise erweitert. Es ist sehr wahrscheinlich, dass der Viadukt von vornherein auf eine zweigleisige Streckenführung ausgelegt war, da ein zukünftiger Ausbau aufgrund zu einer höheren zu erwartenden Verkehrsbelastung von den Eisenbahngesellschaften Neuenglands im 19. Jahrhundert üblicherweise mit eingeplant wurde. Bereits 1912 zeigten sich erste Verfallserscheinungen am Viadukt, so dass einige der Bögen mit Holzkonstruktionen gestützt werden mussten. 1918 wurde die Brücke verstärkt, indem das gesamte Bauwerk mit einer rund 30 cm dicken Schicht aus Stahlbeton ummantelt wurde. Daher ist die ursprüngliche Konstruktion des Viadukts nicht mehr zu sehen, auch wenn die Bögen erhalten blieben.

## Historische Bedeutung
Der 1872 errichtete Viadukt ist ein Denkmal an die historische Entwicklung der Eisenbahnen in Blackstone und Umgebung, insbesondere vor dem Hintergrund des zum Zeitpunkt seiner Errichtung bestehenden Wettlaufes zwischen unterschiedlichen Eisenbahngesellschaften, Boston mit New York zu verbinden.
Die ersten industriellen Aktivitäten in Blackstone und Umgebung gehen auf das Jahr 1716 zurück, wo ein Eisenwerk am Forge Pond gegründet wurde. Im 19. Jahrhundert folgte die Ansiedlung verschiedener Mühlen, die von der Wasserkraft des Blackstone River angetrieben wurden. Ein entscheidender Punkt war 1804 die Errichtung einer großen Fabrik auf dem heutigen Gelände des Blackstone Manufacturing Company Historic Districts, was die Ansiedlung weiterer, kleinerer Unternehmen in der unmittelbaren Umgebung zur Folge hatte. Ein weiterer Treiber des Wachstums war der Bau des Blackstone Canal zwischen Providence und Worcester von 1828 bis 1848, der einen einfachen Transport von Waren erlaubte. Ein Landstück und die 1917 errichtete Canal Street Railroad Bridge am westlichen Ende des Viadukts sind Contributing Properties zum Blackstone Canal Historic District.
In den 1840er Jahren herrschte im Zuge von Planungen einer Eisenbahnanbindung Uneinigkeit darüber, ob Blackstone besser an Boston oder an Providence anzubinden sei. Schließlich fand sich eine breite öffentliche Unterstützung für eine Linie über Worcester nach Providence, mit der 1844 die Providence and Worcester Railroad beauftragt wurde. Am 25. Oktober 1847 fuhr der erste Zug auf dieser Strecke und hielt in Blackstone an einem Depot in der Nähe der Blackstone Manufacturing Company. Die Eisenbahn bot den ortsansässigen Unternehmen im Gegensatz zum Kanal einen schnellen und kostengünstigen Transportweg, der ganzjährig funktionierte, und war daher unmittelbar nach ihrer Fertigstellung das bevorzugte Transportmittel der Region.
Der örtliche Unternehmer Welcome Farnum verfolgte trotz dieses Erfolgs gemeinsam mit einigen anderen Firmeneignern die Idee einer Eisenbahnanbindung der Stadt an den Bostoner Hafen, von der er 1847 auch den Massachusetts General Court überzeugen konnte. Mit dem Bau wurde die Norfolk County Railroad beauftragt, die am 15. Mai 1849 den Betrieb der Strecke aufnahm und bis 1857 fortführte. Anschließend wurde die Strecke nacheinander an eine Vielzahl von Eisenbahnunternehmen verpachtet, bis sie 1867 in den Besitz der Boston, Hartford and Erie Railroad gelangte.
Das Unternehmen war bereits seit den frühen 1860er Jahren dabei, eine landeinwärts gelegene, alternative Eisenbahnstrecke von Boston nach New York zu errichten, und setzte dabei vor allem auf den Zukauf bereits bestehender Eisenbahnunternehmen. Dieses Ziel, an dem bereits viele Vorgänger gescheitert waren, konnte 1873 mit dem Schluss der letzten verbliebenen Lücke schließlich erreicht werden. Die Fertigstellung des Blackstone Viaduct im Jahr 1872 war ein wichtiger Bestandteil dieser Zielerreichung. Allerdings hatten der Aufkauf und die Verknüpfung der zahlreichen Bahngesellschaften so viel Geld verschlungen, dass die Boston, Hartford and Erie Railroad kurz danach Insolvenz anmelden musste. 1875 wurde als Nachfolgerin die New York and New England Railroad gegründet, die die gerade vervollständigte Strecke bediente. Die auch als „Air Line“ bekannte Linie war bis zur Eröffnung einer Eisenbahnbrücke über den Thames River bei New London, Connecticut im Jahr 1889 profitabel. Ab diesem Zeitpunkt verlor die Linie zunehmend Passagiere und Fracht an die von der New York, New Haven and Hartford Railroad betriebene „Shore Line“, die auf einer anderen Route von Bosten nach New York führte.
Nachdem die New York, New Haven and Hartford Railroad den Wettstreit gewonnen und die New York and New England Railroad aufgekauft hatte, nutzte sie die „Air Line“ als alternative Route für Fernzüge weiter, bis die Strecke 1955 in Connecticut vom Hurrikan Diane stark beschädigt wurde. 1963 wurde der Passagiertransport zwischen Blackstone und Boston eingestellt. Mit der Übernahme durch die Penn Central Transportation im Jahr 1969 wurde die Strecke, zu der auch der Viadukt gehörte, endgültig aufgegeben.